# NGC 177
NGC 177 (ook wel PGC 2241, ESO 474-6, MCG -4-2-28 of AM 0035-224) is een spiraalvormig sterrenstelsel in het sterrenbeeld Walvis.
NGC 177 werd in 1886 ontdekt door de Amerikaanse astronoom Frank Muller.